# Nacional Atlético Clube (São Paulo)
Nacional Atlético Clube ou simplesmente Nacional é um clube brasileiro de futebol sediado na cidade de São Paulo, capital do estado homônimo. Foi fundado em 16 de fevereiro de 1919 e suas cores são o azul, o branco e o vermelho. Suas maiores conquistas são 3 títulos do Campeonato Paulista Série A3 e 1 título do Campeonato Paulista Segunda Divisão. Possui um pequeno estádio, o Estádio Nicolau Alayon, com capacidade para 9,660 torcedores. Atualmente está no Campeonato Paulista - Segunda Divisão, o 4º nível do futebol do estado.

## História
A introdução do futebol no Brasil causa polêmica até hoje, mas o grande iniciador, que difundiu esse esporte de forma mais séria e competitiva no final do século XIX, foi Charles Miller.

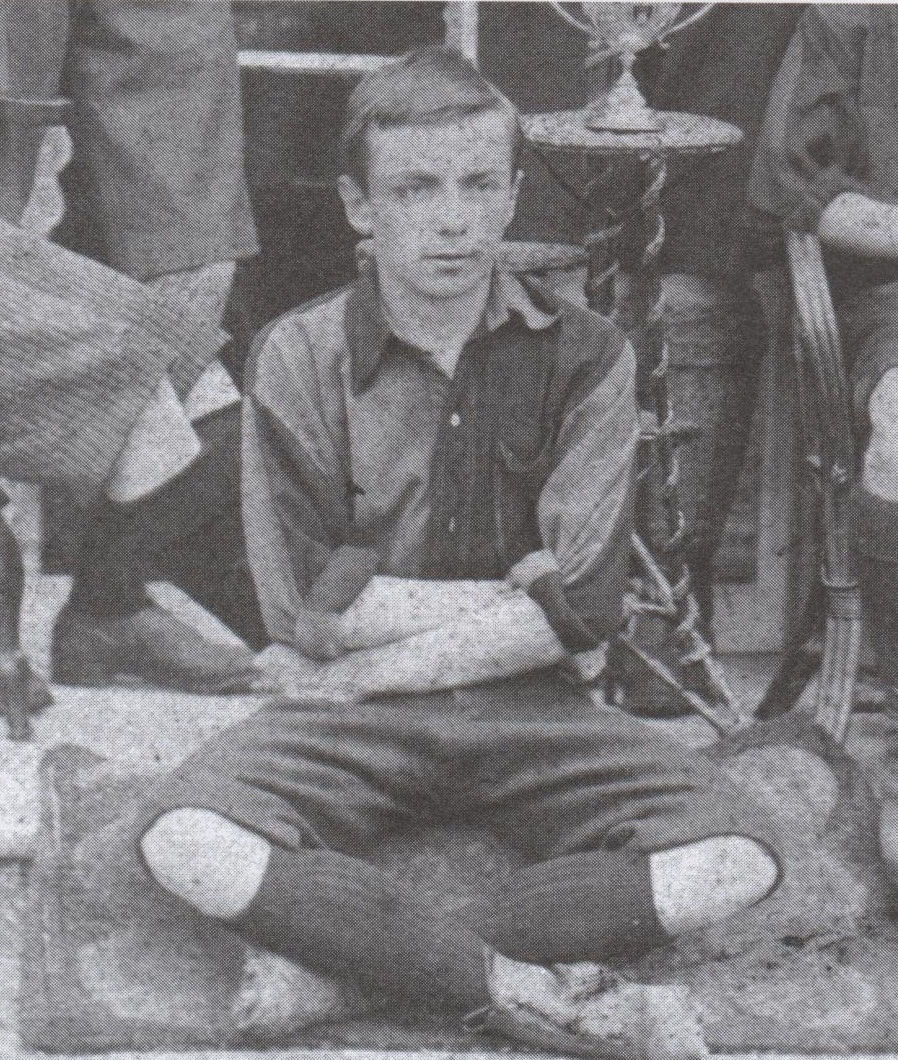
Charles Miller em 1893 no St. Mary

Charles Miller era filho de um importante diretor da São Paulo Railway, e ao voltar de sua viagem da Inglaterra, trouxe as primeiras bolas de futebol para o Brasil e com ela introduziu oficialmente o esporte na cidade de São Paulo.
Assim foram montados 2 times de futebol, o dos ingleses funcionários da Companhia de Gás, contra o time dos funcionários da S.P. Railway, treinado por Miller, que dele fazia parte. O primeiro jogo de futebol no Brasil aconteceu em 1895, na Rua do Gasômetro, e o time de Charles Miller venceu por 4 x 2 o da Companhia de Gás, com gols do introdutor do futebol.
 A SPR ( São Paulo Railway Limited ) era uma companhia inglesa que tinha a concessão para o uso e domínios do sistema ferroviário do Estado de São Paulo. Seus empregados foram aprendendo a praticar o futebol com os ingleses que gerenciavam a companhia, mas nunca eram admitidos nos clubes que estes criavam porque no começo o futebol só era permitido para uma elite restrita. No entanto, os anos foram passando e o esporte foi ganhando espaço na classe operária. 

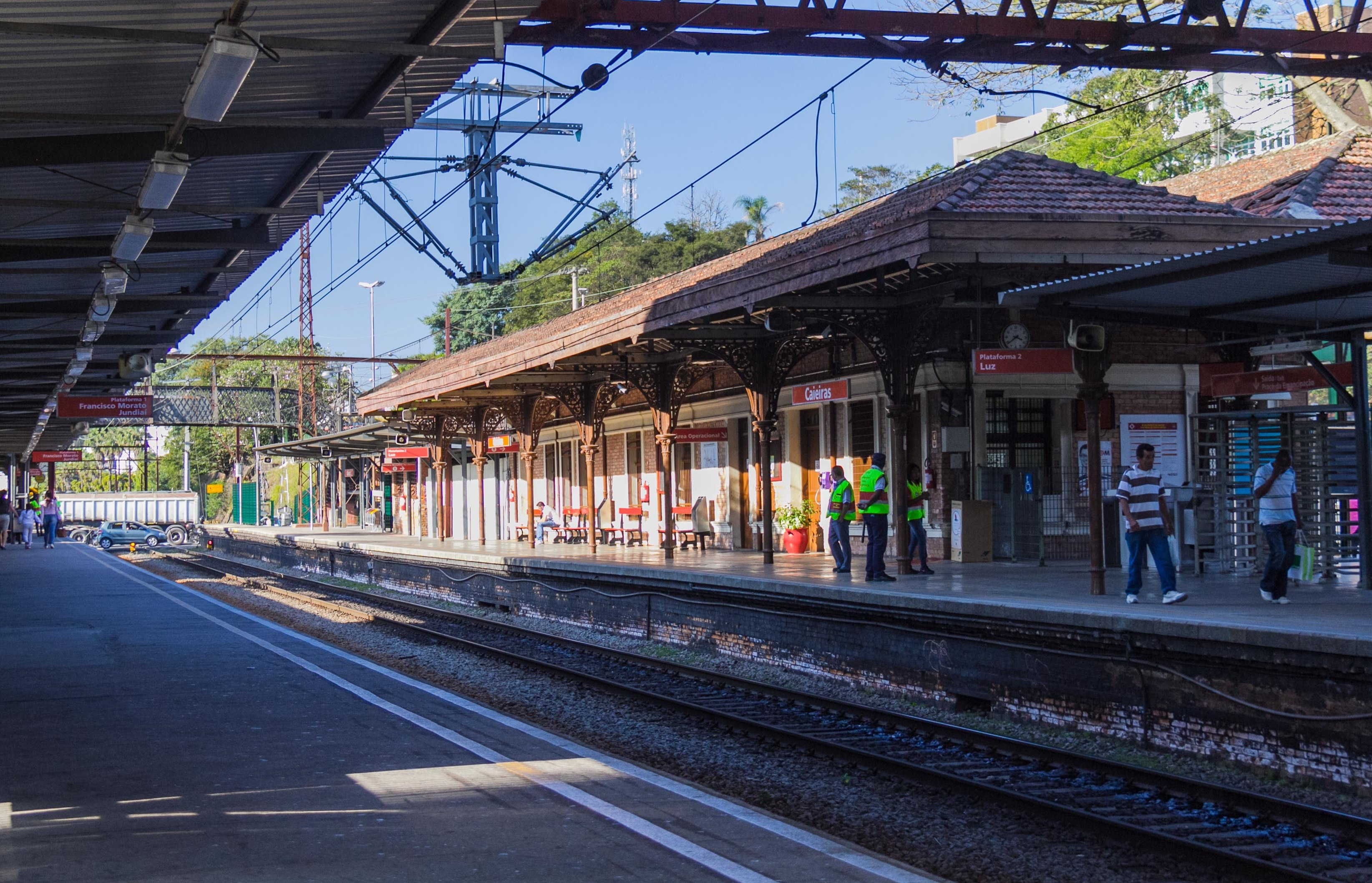
Estação da São Paulo Railway

Em 1914 em Santos fundaram seu grêmio futebolístico, a companhia São Paulo Railway Cº ia de Santos a Jundiaí passando por São Paulo o que permitia que seus funcionários disputassem jogos em ambas as cidade, assim em 1915 apesar da maioria residir em São Paulo disputaram o "2º campeonato oficial da cidade de Santos" e passaram a partir de então a disputar os campeonatos santistas, na década de 20 com a criação da 2ª divisão e 3ª divisão do campeonato paulista, inscreveram-se no campeonato paulista e mudaram sua sede para São Paulo onde fundaram novamente a equipe em 16 de fevereiro de 1919, mantendo o mesmo nome São Paulo Railway A.C.
 O clube já neste tempo começou a mudar suas feições, já que o esporte era praticado pelos funcionários mais simples, junto com alguns diretores com cargos de destaque. O time assumiu com o tempo o carácter de clube operário, do mesmo jeito que outros times paulistanos, como o Corinthians (fundado em 1910), o Palestra Itália (fundado em 1914) e o Juventus (fundado em 1924).

Escudo do São Paulo Railway A.C.

### Década de 20
A estreia em campeonatos paulista oficiais do São Paulo Railway Athletic Club foi em 1924, no então chamado Campeonato da Divisão Principal (APEA), uma espécie de terceira divisão (Atual A3) na época, ao lado de equipes como São Caetano Esporte Clube e Voluntários da Pátria Football Club, o São Paulo Railway A.C não foi longe. Em Santos a equipe do São Paulo Railway faturou o Torneio Início de Santos no dia 31 de agosto. No ano seguinte 1925 disputou o Campeonato Municipal da APEA (Atual A3), no grupo Série A, com times apenas da cidade de São Paulo, assim conquistando seu primeiro acesso para a Segunda Divisão (Atual A2).
Em 1926 já no campeonato da Segunda Divisão APEA (Atual A2), fazendo sua estreia nesta divisão, o São Paulo Railway A.C. enfrentou equipes como: C.A. Albion, 1 de Maio Futebol Clube e o Flor do Belém F.C., o São Paulo Rawail A.C. fez uma péssima campanha em 18 jogos só venceu três e perdeu quatorze, ficando assim a nona colocação. Após este ocorrido a equipe ficou durante o ano de 1927 fora das competições oficiais, só retornando em 1928 para disputar a Primeira Divisão-Série Intermediária da LAF (Atual A2), no seu quadro principal (primeiros quadros) não fez uma boa campanha sendo eliminado no primeiro turno, porém a equipe secundária (segundos quadros) conquistou o título, mostrando a força da equipe, neste mesmo ano o São Paulo Railway disputou o Festival Esportivo no campo do Antártica Futebol Clube conquistando o primeiro quadro e também participou do Torneio Eliminatório Paulista de 1928. No dia 6 de janeiro de 1929 o São Paulo Railway disputou o Torneio Eliminatório e acabou perdendo a final para o União Vasco da Gama Futebol Clube (São Paulo - SP), e assim continuou se preparando para jogar o Campeonato Primeira Divisão - Série Intermediária (LAF), que também não fez uma boa campanha. Depois disso o São Paulo Railway ficou ausente dos campeonatos oficiais até 1933.

### 1933
Segundo o pesquisador Heitor Romeu Cesar, "a estreia do São Paulo Railway no Campeonato Paulista da Primeira Divisão (atual A1), foi no ano de 1933", em um campeonato realizado pela Federação Paulista de Football (FPF), uma federação amadora que rivalizava com a APEA (Associação Paulista de Esportes Athleticos). O campeonato paulista de futebol amador de 1933 só contava com clubes da cidade de São Paulo, entre eles o C.A. Albion, União Guarany F.C. União Vasco da Gama F.C. e o C.A. Juventus. O torneio de 1933 foi realizado em três turnos: o Torneio Início, o Campeonato Paulista de Primeiros Quadros e o Campeonato Paulista de Segundos Quadros. Sendo que a São Paulo Railway acabou conquistando o vice-campeonato do Campeonato Paulista de Segundos Quadros perdendo a final para o C.A. Albion.

### 1935 / 1936 / 1937
No ano de 1935, ao lado de outros clubes da capital como São Paulo, Palmeiras, Corinthians e Portuguesa, foi um dos fundadores da Federação Paulista de Futebol.[carece de fontes?] No mesmo ano o São Paulo Railway A.C. disputou a Primeira Divisão da APEA (Atual A2) e conseguiu o acesso para a divisão principal.
 No Campeonato Paulista de 1936 acabou ficando em nono lugar com 15 pontos, e em 1937 após repetir o nono lugar o São Paulo Railway faturou o  Campeonato Paulista de Segundos Quadros, uma conquista importante para a época.

### 1938
Em 1938, o Campeonato Paulista foi paralisado em abril para a disputa da Copa do Mundo daquele ano. Como forma de manter em atividade os times do Estado em uma competição oficial, a APEA voltou a criar uma edição extra. Ao lado de times como São Paulo, Santos, Portuguesa, Palestra Itália, Corinthians e Juventus, o São Paulo Railway A.C. acabou de forma árdua e guerreira na terceira colocação, desbancando os campeões e perdendo apenas um jogo na semifinal para o Palestra Itália, e ainda tornando ídolos do São Paulo Railway os craques Passarinho e Carlos Leite.
 Neste mesmo ano o São Paulo Railway A.C. inaugurou seu estádio, na Rua Comendador Souza, Água Branca. Antes disto o clube mandava seus jogos no Campo da Avenida Água Branca em São Paulo.
O esquadrão do Nacional contava com: Clodô, Mantovani ou Escobar e Passerini. Cipó, Silva e Ulisses. Agostinho, Passarinho, Carlos Leite, Vani e Junqueirinha e com o técnico Caetano de Domenico

### 1939
Em 1939, o SPR obteria sua melhor colocação em Campeonatos Paulistas: um honroso quarto lugar, atrás apenas de Corinthians, Palestra Itália (hoje Palmeiras) e Portuguesa, além de ter o terceiro melhor ataque. Neste mesmo ano fez uma excursão para o estado do Paraná e realizou 3 jogos, voltando invicto para a capital paulista

### 1943
O Torneio Início era realizado para fazer a abertura oficial do Campeonato Paulista, em um único dia, no Pacaembu, em jogos de vinte minutos, em dois tempos, e se não houvesse gols era decidido por escanteios. E assim o São Paulo Railway A. C. se sagrou campeão após vitórias contra o Santos, Corinthians e a Portuguesa, na data de 14 de março de 1943.

### 1945
Em 1945, Passarinho seria o único jogador do time a conquistar a artilharia de um Paulistão, marcando 17 gols, a mesma marca de Servílio de Jesus, do Corinthians. No ano seguinte, a concessão da São Paulo Railway terminou e o clube teve de ser rebatizado, como Nacional Atlético Clube.

### 1946
Em 1946, a concessão da ferrovia dada a SPR termina e a estrada é nacionalizada. O clube passa pelo mesmo processo. No seu primeiro jogo com nome e uniforme novos, o SPR AC disputou um amistoso com o Clube de Regatas do Flamengo, jogando o primeiro tempo com aquele nome e o segundo como Nacional Atlético Clube. Com o Pacaembu lotado, o time acabou perdendo por 5-3.

### 1949
Na data de 1 de janeiro de 1949, o time do São Paulo recebeu o Nacional no Pacaembu para jogar uma partida válida pelo campeonato paulista, o árbitro da partida era um inglês chamado Mr. Snape, que acabou se tornando no final desta partida o primeiro “árbitro artilheiro” brasileiro, marcando dois gols para a equipe do São Paulo, algo que acabou sendo descrito até a súmula.

### 1953 / 1959
O Nacional manteve-se na elite por quase duas décadas, até 1953, quando, por dois anos consecutivos, ficou fora das competições profissionais. O clube retornou às atividades em 1955, novamente na Primeira Divisão, onde permaneceu até 1959, data em que foi rebaixado à Segunda Divisão.

### 1968
No exato ano de 1968, o Nacional-SP disputava a segunda divisão do campeonato regional, equivalente a série A-2 deste ano, em um jogo válido pelo segundo turno da competição o time da capital foi até Jundiaí enfrentar o clube da cidade vizinha o Paulista, mais um fato no mínimo curioso naquela época aconteceu, ao entrar no gramado a agremiação da capital foi recebida por nada menos do que com uma bomba jogada das bancadas por torcedores adversários perto dos jogadores do Nacional que logo voltaram aos vestiários do estádio e solicitaram condições para disputar a partida, mesmo após esperar 30 minutos e não querer retornar ao gramado devido a segurança da partida estar comprometida, o Nacional voltou a campo e arrancou um empate contra o time da casa por 1 a 1.

### 1971 / 1976
Em 1971, o clube novamente esteve por dois anos longe das competições profissionais, retornando em 1974. Nesse período, sagrou-se, em 1972, campeão da Copa São Paulo de Futebol Júnior em cima do Internacional em um placar de 2 a 1 para o Nacional, após desbancar equipes como: Palmeiras, Bahia, Corinthians e São Paulo. Em 1975, ficou ausente mais uma vez dos gramados, retornando em 1976.

### 1982 / 1983
Além da Copa São Paulo, outro campeonato da categoria de juniores importante no Estado de São Paulo, é o Campeonato Paulista de Juniores ou também chamado Sub-20.
O Nacional venceu esse importante campeonato em 1982 (vencendo o Botafogo de Ribeirão Preto na final) e repetiu a dose em 1983, firmando ainda mais seu nome, com o prestigio de revelar e conquistar muitos títulos nas categorias de base.

### 1988
Com um esquadrão, o Nacional se tornou mais uma vez campeão da Copa São Paulo de Futebol Júnior contra o América Futebol Clube (São Paulo), em um placar de 3 a 0 para o Ferrinho, no Estádio da Universidade de São Paulo, tornando uma verdadeira referência em seus trabalhos da base.

### 1994
O Nacional conquistou seu primeiro título, Campeão Paulista da Série A3, em um campeonato realizado por pontos corridos, fazendo uma campanha impecável somando 42 pontos em 34 jogos. A conquista lhe deu vaga na Copa Bandeirantes, em que perdeu três vezes, duas contra o Santos e uma contra o Palmeiras, e empatou outras três, uma contra o Palmeiras e duas contra o América (SP).

### 2000
Em 2000, conquistou novamente o título da Série A3, com uma campanha admirável voltando novamente a Série A2.

### 2005
No ano de 2005, quase chegou ao seu terceiro título de Copa São Paulo de Futebol Júnior, tendo conquistado o vice-campeonato da competição ao perder para o Corinthians pelo placar de 3 a 1 no Estádio do Pacaembu.

### 2007 / 2009
Em 2007, fez campanha ruim e caiu para a Série A3 do Estadual. Para piorar a situação, no ano de 2009, a equipe terminou a competição na 19ª colocação e, assim, foi rebaixada à Segunda Divisão.

### 2010 / 2013
Na Segunda Divisão do Campeonato Paulista, chegando a pior fase da sua história centenária, o Nacional enfrentou muita dificuldade dentro e fora de campo. No ano de 2010, após fazer 32 jogos em uma campanha quase perfeita o Nacional ficou no quase, sendo eliminado na 4ª e última fase. Em 2011 deixou a desejar fazendo uma péssima campanha acabou sendo eliminado na 1ª fase, somando apenas 5 pontos. Já no ano seguinte (2012) com uma começo de campanha impecável, se sagrando líder do grupo 5 e do Grupo 12, o Nacional acabou sendo eliminado na 3ª fase por apenas 1 ponto de diferença com os líderes, que acabou frustrando sua torcida. Porém em 2013 não foi diferente, caindo no considerado "grupo da morte", ao lado de equipes como Atibaia, Hortolândia e Primavera, o "Naça" acabou sendo eliminado na primeira fase. também pela diferença de 1 ponto.

### 2014
Na Copa São Paulo de Futebol Júnior de 2014, o Nacional caiu no grupo Z junto com a grande equipe do Atlético Mineiro, e ambos empataram em número de pontos (7 cada um), porém na fase final do campeonato ("mata-mata"), o Nacional acabou perdendo para o time do São Paulo por 5 a 1 e deu adeus a competição.
 O Nacional começou a disputar a Segunda Divisão do Campeonato Paulista no dia 5 de abril contra a modesta, porém perigosa, equipe de Guarulhos e acabou vencendo pelo placar mínimo de 1 a 0 no Estádio Nicolau Alayon. Não tendo muito trabalho no grupo 6, o Nacional acabou ficando em primeiro lugar e invicto com uma diferença de 10 pontos para o segundo colocado o Taboão da Serra. Na Segunda Fase o Nacional caiu em um dos piores grupos do campeonato, junto de Atibaia, União São João e Assisense, a equipe do Nacional acabou se classificando em terceiro lugar com 10 pontos somados. Indo para a Terceira Fase e com dificuldades financeiras o Nacional ficou na segunda colocação, o bastante para chegar na última fase, que também com muito esforço ficou na primeira colocação, almejando o acesso à Série A3 e o direito de jogar a final do campeonato. A final foi realizada contra a preparada equipe de Atibaia, mas que em duas partidas muito equilibradas o Nacional saiu campeão do torneio e ainda com o talentoso atacante Sócrates se tornando o artilheiro da temporada com 16 gols, sendo este o terceiro título estadual de sua história.

### 2017
Depois de muitas tentativas frustradas na Série A3 Paulista, o time finalmente ascendeu à Série A2 de 2018. A vitoriosa jornada comandada pelo treinador Tuca Guimarães. O clube paulistano teve um início irregular, mas o Nacional, a duras penas, conseguiu classificação para o emocionante mata-mata do certame organizado pela FPF. Não estava entre os favoritos para subir de divisão, porém encarou adversários como o tradicional Rio Branco de Americana, o feroz Tigre da Paulista, frequentador assíduo da A1, nas quartas de final e o não menos perigoso Olímpia Futebol Clube, da cidade homônima. E foi nesta cidade que, após vencer pela contagem mínima, superou a equipe mandante nos penais. Com o resultado garantiu novo acesso à Série A2 do Paulista, da qual esteve ausente por dez longos anos.
A final do campeonato foi disputada contra o time da Inter de Limeira em dois jogos, após um revés como mandante, o Nacional acabou se consagrando o campeão na casa do adversário pelo placar de dois a zero, o artilheiro da competição foi do Nacional, o atacante Léo Castro com 11 gols

## Estádio Nicolau Alayon

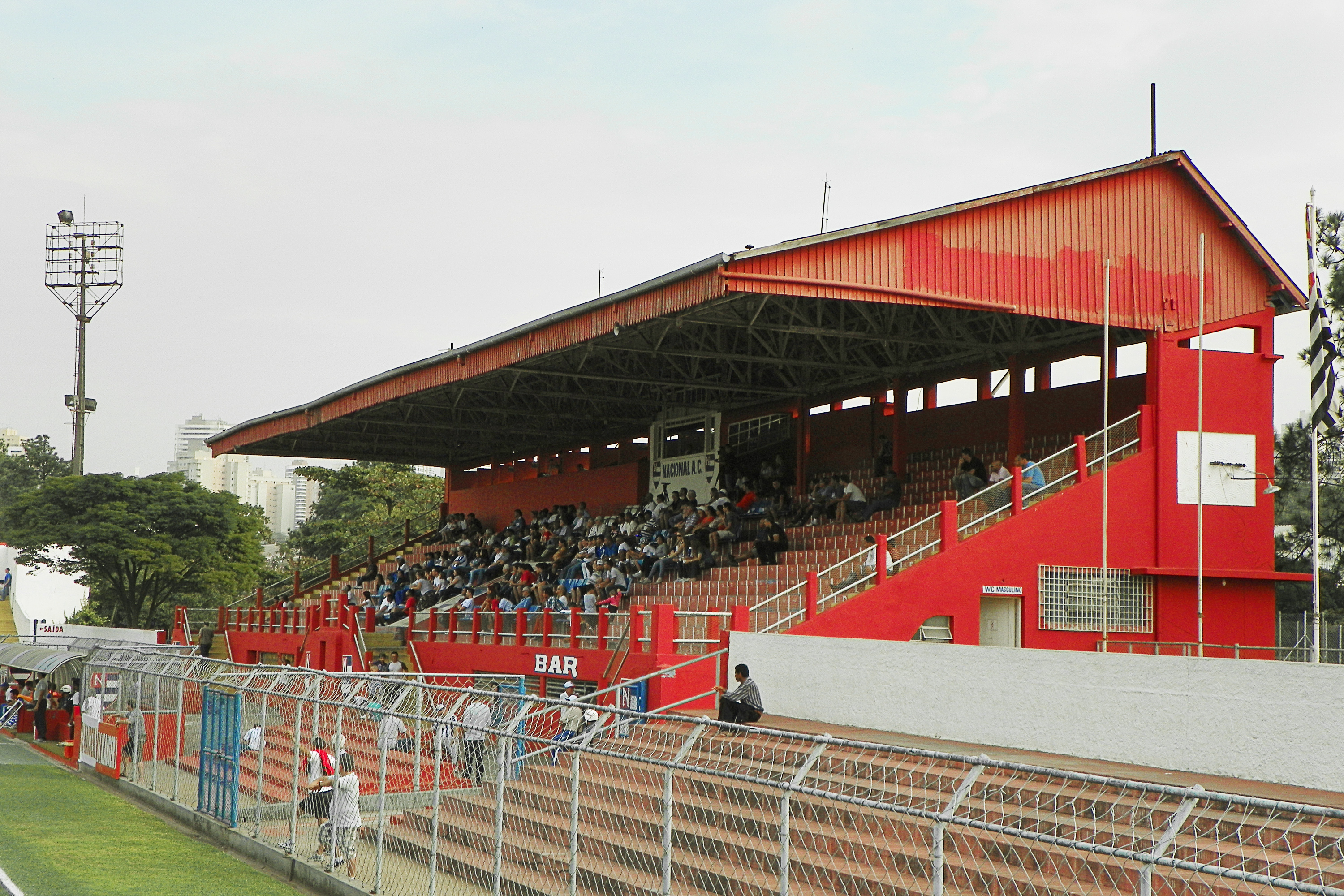
Estádio Nicolau Alayon

Em 1919 quando o então superintendente da antiga São Paulo Railway (SPR) o Sr. Arthur J.Owen cedeu uma vasta área do terreno próximo a estação Água Branca para ali se instalar o campo de esportes, local de lazer para os funcionários e atletas da recém fundada São Paulo Railway Athletic Club.
Após 18 anos da doação, o Nicolau Alayon uruguaio presidente da SPRAC decidiu pela construção do estádio iniciando-se em 1937 e terminando no ano seguinte.
O Estádio Nicolau Alayon (com capacidade para cerca de 11.500 pessoas), de propriedade do clube, é um dos únicos no Brasil a homenagear um estrangeiro. Alayon, uruguaio de Montevidéu, foi um dos mais entusiastas dirigentes do time da Água Branca. Inaugurado no dia 14 de maio de 1938 e, no primeiro jogo, o Nacional foi derrotado por 2 a 1 pelo Corinthians.
 Durante 75 anos o estádio já foi palco de diversas atividades dentro da cidade de São Paulo, diversos esportes já figuraram entre os que já utilizaram o estádio, diversos clubes do futebol paulista também fizeram do estádio a sua casa, entre eles a Portuguesa, Santa Marina, Palmeiras-B, Barcelona-SP e Audax-SP que ainda utiliza o estádio até em 2013.
No ano de 1963 o estádio ainda serviu como sede nos Jogos Pan-americanos de São Paulo.

## Celeiro de craques
Entre os jogadores revelados pelo Ferrinho encontram-se Deco, Dodô, Paulo César, José Carlos de Almeida, Magrão, Cacau, Jair Picerni, Índio, Rubens Minelli e os campeões mundiais, Félix "tri-campeão" do Mundo em 1970 e o o "pentacampeão" mundial em 2002 Cafu.
Atualmente, além de seu time de futebol profissional, juniores e categorias infanto-juvenis, mantém um respeitado e conceituado centro de formação no futebol, sendo conhecido como "celeiro de craques", tal a qualidade de seu trabalho na formação de atletas sua escola de futebol (www.efn.com.br).

## Mascote
Diferentemente da maioria dos clubes brasileiros, a mascote do "Naça" não é um bicho: o "Ferroviário", nada mais é do que uma homenagem dos fundadores do clube aos trabalhadores da São Paulo Railway Company, empresa inglesa do ramo ferroviário que se instalou no Brasil no ainda no século XIX.

Ferroviário, o mascote do Nacional

## Títulos
|                                |         |                   |
| ESTADUAIS                      |         |                   |
| Competição                     | Títulos | Temporadas        |
| Campeonato Paulista - Série A3 | 3       | 1994, 2000 e 2017 |
| Campeonato Paulista - Série A4 | 1       | 2014              |

### Títulos Não Oficiais
- Torneio Início: 1943
- Campeonato Paulista de Segundos Quadros: 1937
- Primeira Divisão-Série Intermediária (LAF) de Segundos Quadros: 1928

### Outras conquistas
- Torneio Amistoso do Paraná (Paraná): 1939.
- Torneio Início de Santos: 1924

### Categorias de base
- Copa São Paulo de Futebol Jr.: 2 vezes (1972 e 1988).
- Campeonato Paulista de Futebol - Sub-20: 2 vezes (1982 e 1983).

## Campanha no Campeonato Paulista
| Ano  | Série           | Jogos | Pontos | Vitória | Empate | Derrota | Gols | Colocação         |
| ---- | --------------- | ----- | ------ | ------- | ------ | ------- | ---- | ----------------- |
| 2011 | Segunda Divisão | 14    | 5      | 1       | 2      | 11      | 16   | Eliminado 1ª Fase |
| 2012 | Segunda Divisão | 22    | 44     | 13      | 5      | 4       | 32   | Eliminado 3ª Fase |
| 2013 | Segunda Divisão | 10    | 17     | 5       | 2      | 3       | 23   | Eliminado 1ª Fase |
| 2014 | Segunda Divisão | 30    | 59     | 17      | 8      | 5       | 54   | Campeão           |
| 2015 | Série A3        | 19    | 29     | 7       | 8      | 4       | 25   | 9º                |
| 2016 | Série A3        | 25    | 38     | 10      | 8      | 7       | 48   | 5º                |
| 2017 | Série A3        | 25    | 41     | 12      | 5      | 8       | 29   | Campeão           |
| 2018 | Série A2        | 15    | 25     | 7       | 4      | 4       | 31   | 5º                |
| 2019 | Série A2        | 15    | 15     | 3       | 6      | 6       | 16   | 15°               |

### Campanhas de destaque
- 4° colocado no Campeonato Paulista: 1939
- 5° colocado no Campeonato Paulista: 1942 e 1944
- Vice-campeão no Campeonato Paulista de Segundos Quadros: 1933
- 2° colocado no Torneio Eliminatório: 1929
- 3° colocado no Campeonato Paulista Extra: 1938
- Vice-campeão na Série A2: 1970
- 3° colocado na Série A2: 1989
- 4° colocado na Série A2: 1960 e 1983
- Semifinalista na Copa Paulista: 2002
- Vice-campeão na Copa São Paulo de Futebol Júnior: 1969 e 2005

## Estatísticas

### Participações
|  | Participações em 2025 |

| Competição | Competição          | Temporadas | Melhor campanha             | Anos                                                                     | A | R |
| São Paulo  | Campeonato Paulista | 22         | 4º colocado (1939)          | 1936-1953 e 1956-1959                                                    |   | 1 |
| São Paulo  | Série A2            | 44         | Vice-campeão (1970)         | 1926, 1928-1929, 1935, 1960-1971, 1976-1993, 1995, 2001-2007 e 2018-2019 | – | 3 |
| São Paulo  | Série A3            | 16         | Campeão (1994, 2000 e 2017) | 1924-1925, 1994, 1996-2000, 2008-2009, 2015-2017 e 2020-2022             | 4 | 2 |
| São Paulo  | Série A4            | 8          | Campeão (2014)              | 2010-2014 e 2023-2025                                                    | 1 |   |
| São Paulo  | Copa Paulista       | 13         | Semifinais (2002)           | 1999, 2001-2006, 2008 e 2015-2020                                        |   |   |
| Brasil     | Série C             | 3          | 35º colocado (1998)         | 1995, 1998 e 2000                                                        | – | – |

### Últimas Temporadas
Legenda:
| Campeão Vice-campeão Eliminado nas semifinais | Campeão e promovido à divisão superior Vice-campeão e/ou promovido à divisão superior Rebaixado à divisão inferior | Classificado à fase de grupos da Copa Libertadores Classificado à fase preliminar da Copa Libertadores Classificado à Copa Sul-Americana |

## Escudo

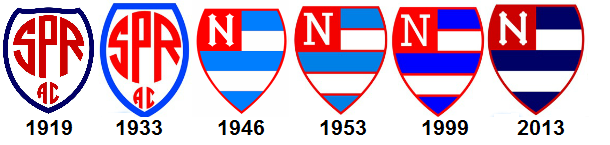
Escudos do Nacional

As cores do time (vermelha, branca e azul) continuaram as mesmas, em alusão a bandeira do Reino Unido. Desde que adotou o nome Nacional AC, as mudanças no escudos foram apenas na tonalidade das cores e na letra N.

## Jogadores Famosos

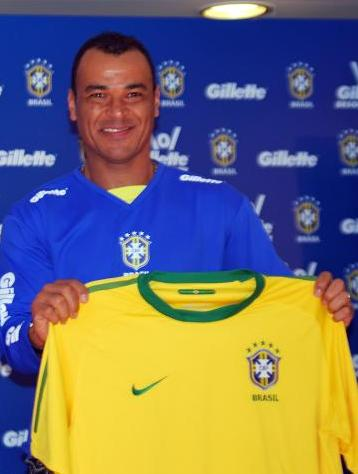
Cafú treinou e jogou pelas categorias de base do clube.

| - Charles Miller - Deco - Dodô - Magrão - Cacau - Félix - Roberto Dias - Paulo César - Cafu - Passarinho (Artilheiro do Paulistão de 1945) - Fescina (Jogador/Técnico) - Índio - Zeferino - Jair Picerni - Edu Bala - Cetale - Zeomar - Romeu Cambalhota - José Luiz Carbone (Jogador/Técnico) - Dias - Irineu | - Sérgio Manoel - Rubens Minelli - Biro-Biro - Canhoteiro - Zé Carlos - Og Moreira - Neneca - Claudinei Oliveira - Edmilson - Tim - Everson - Fernando Henrique - Geraldo Scotto - Idário Sanches Peinado - Igor Nascimento Soares - Juninho Fonseca - Leandro - Ricardinho - Servílio - Vagner Benazzi - Vicente Arenari - Wladimir de Barros |

## Ídolos
Passarinho (Mário Piçarra) (Artilheiro de 1945): Estreou com a camisa do São Paulo Railway A.C. no ano de 1935, mostrando sempre sua habilidade acima do normal e o seu apurado faro por gols, Passarinho encantava a todos torcedores. Suas conquistas pelo SPR A.C. estão, o Torneio Início de 1943, o Campeonato Paulista de Segundos Quadros de 1937 e talvez o maior feito por um jogador do Nacional, ser artilheiro do Campeonato Paulista de Futebol de 1945, em 1947, Passarinho encerrou sua carreira, sendo considerado o maior ídolo da história do clube. Foi ele quem recebeu o diploma do primeiro “Belfort Duarte”, concedido no futebol brasileiro, pelas cem partidas que disputou, sem sequer ter sido advertido.
Escobar: Iniciou sua carreira em 1935, por ser um zagueiro exemplar, ganhou logo sua titularidade no time, encerrou sua carreira em 1942.
Carlos Leite: Revelado no Clube Atlético Ypiranga, Carlos Leite desencantou com a camisa do SPR AC. Jogou no clube de 1939 até 1944, em 1939 e 1940 fez 17 gols no Campeonato Paulista. Atuou na seleção paulista de futebol
Chico Preto: Zagueiro lendário que atuou em 1944
Celso Zagueiro temperamental, conhecido pelo seu perfil ardil
Dedão: Ao lado de Chico Preto fez uma das melhores duplas de zagueiro da história do clube. Defendeu o SPR AC nos anos de 1943 até 1945, sendo campeão no Torneio Início de 1943.
Terrão: Destaque do time em 2000, jogou por vários clubes do Brasil, até retornar ao clube em 2009
Rogerinho: Jogador querido no clube e artilheiro do time no Paulistão da Série A3 em 2000
Carlão: ídolo da torcida o goleiro Carlão foi revelado no Nacional em 2005, após se ausentar do clube voltou em 2012.
Sócrates: Artilheiro e ídolo do Campeonato Paulista da Segunda Divisão de 2014.

## Treinadores Famosos
- José Luiz Carbone 1982-1983
- José de Assis Aragão 1990
- Waldir Peres 1998 e 2000*
- José Carlos Fescina 2005
- Toninho Moura 1994* e 2013
- Caetano de Domênico 1940-1950
- Vampeta 2010
- Vicente Arenari 1970
- Tuca Guimarães 2016-2018

## Jogos Históricos
- Nacional 1 x 3 Juventus. O primeiro clássico 27 de setembro de 1936 (Campeonato paulista de futebol)
- Hespanha 1 x 8 Nacional. Maior goleada da história do SP Railway 19 de setembro de 1940 (Campeonato paulista de futebol)
- Nacional 5 x 3 Santos 7 de setembro de 1941 (Campeonato paulista de futebol)
- Palmeiras 1 x 2 Nacional 23 de maio de 1943 (Campeonato paulista de futebol)
- Corinthians 1 x 2 Nacional 25 de setembro de 1949 (Campeonato Paulista de futebol)
- Nacional 3 x 1 São Paulo 13 de agosto de 1939 (Campeonato paulista de futebol)
- Nacional 4 x 2 Portuguesa 14 de junho de 1942 (Campeonato paulista de futebol)
- Nacional 3 x 5 Flamengo 23 de fevereiro de 1947 (Amistoso), onde o SP Railway virou Nacional
- Nacional 2 x 1 Internacional 25 de janeiro de 1972 (Copa São Paulo Júnior) Primeiro título da base
- Nacional 3 x 0 América-SJRP 25 de janeiro de 1988 (Copa São Paulo Júnior) Segundo título da base
- Nacional 10 x 0 SEV Hortolândia 21 de julho de 2013 (Campeonato Paulista-B)
- Nacional 1 x 1 Olímpia 19 de outubro de 2014 (Campeonato Paulista-B) O jogo do acesso à série A-3
- Nacional 2 x 1 SC Atibaia 1 de novembro de 2014 (Campeonato Paulista-B) Final da Segunda Divisão.
- Nacional 10 x 0 Grêmio Barueri 2 de março de 2016 (Campeonato Paulista A-3)
- Nacional 2 x 0 Inter de Limeira 27 de maio de 2017 (Campeonato Paulista A-3) Final da Série A3

## Rivalidades

### Nacional x Guapira
Existe uma forte rivalidade com o Guapira da Zona Norte de São Paulo, devido aos confrontos em ligas amadoras e inferiores.

### Juvenal
O Nacional mantém uma grande rivalidade com o Juventus. O clássico entre os dois clubes é conhecido como "Juvenal". A rivalidade ocorre pois os dois times são de lados opostos da cidade e ambos de bairros operários Mooca e Água Branca.

### Nacional x Paulista de Jundiaí
Ambos os clubes possuem origens ferroviárias, de um lado temos a The São Paulo Railway Company Limited de origem inglesa, do outro a Companhia Paulista de Estradas de Ferro de origem brasileira. Algo comum na época era a pratica do FottBall, e seus funcionários exerciam-a de forma amadora.
Outro fato relevante é de que o Nacional possui uma sub sede na cidade de Jundiaí, um clube desportivo, fato dado pela extensão da estrada de ferro da São Paulo Railway, Santos-Jundiaí.
Desta forma foi criada não só uma rivalidade regional, como também no aspecto histórico. Por longos períodos os clubes estiveram na mesma divisão acentuando ainda mais esta rivalidade.

## Documentário,"O Futebol Nacional"
Em 2012, um grupo de estudantes de jornalismo da Universidade Paulista - Unip, campus Norte, entre eles, Leandro Massoni, Paulo Ascensão, Ricardo Vitellozzi, Wilson Bueno e Victor Hugo Duque, desenvolveram um vídeo documentário intitulado "O Futebol Nacional", disponível no YouTube, mostrando a história da agremiação ao longo dos anos, desde os primórdios com Charles Miller e a São Paulo Railway Company, contrastando com a atual realidade da equipe.
Na época, os estudantes de comunicação entrevistaram jornalistas renomados para falar sobre o cenário onde se encontrava o Nacional, como Milton Neves, da TV Bandeirantes, Celso Unzelte e Marcelo Duarte, da ESPN, Marco Aurélio Cunha, ex-superintendente do São Paulo Futebol Clube, Luis Ademar, comentarista do SporTV, José Calil, comentarista da Rádio Transamérica, além de ex-jogadores como Dodô, que teve passagens pelo Nacional, São Paulo, Palmeiras e Botafogo, Paulo César Parente, ex-Santos e Fluminense, e Terrão, considerado um dos grandes ídolos da torcida do clube da Barra Funda, e Vampeta, que chegou a treinar o time do Nacional com a base juvenil do Corinthians, em 2009.